# Anthaxia turcomanica
Anthaxia turcomanica es una especie de escarabajo del género Anthaxia, familia Buprestidae. Fue descrita científicamente por Obenberger en 1937.

## Distribución
Habita en el Neártico, Neotrópico, región indomalaya, Paleártico y región afrotropical.